# Niccolò Niccoli
 (mars 2018).
Si vous disposez d'ouvrages ou d'articles de référence ou si vous connaissez des sites web de qualité traitant du thème abordé ici, merci de compléter l'article en donnant les références utiles à sa vérifiabilité et en les liant à la section « Notes et références ».
Pour les articles homonymes, voir Nicoli.
Niccolò Niccoli (Florence, 1364 - Florence, 1437) est un érudit florentin, antiquaire, humaniste et bibliophile renommé de la Renaissance italienne. Il est surtout connu pour son rôle dans la création de la première bibliothèque publique de Florence, située au Couvent San Marco. Son influence sur la culture du XIVe siècle a été rapidement reconnue par les auteurs de la fin du XVe siècle, qui ont cherché à écrire une histoire rétrospective de l’humanisme italien.

## Biographie
Niccolò Niccoli naît vers 1364 dans une riche famille florentine. Son père, Bartolomeo Niccoli, prospère dans le commerce de la laine, ce qui fait de la famille la sixième plus fortunée du quartier de Santo Spirito. À la mort de son père, Niccolò, l’aîné de six frères, reprend les affaires familiales, qu’il abandonne en 1390 pour se consacrer aux sciences humaines.
Passionné par la culture antique, il consacre le reste de sa vie à leur étude et à leur collection. Pendant environ quarante ans, Niccolò Niccoli est un membre éminent du cercle humaniste de Florence. Étant un ami proche de Cosme de Médicis et de Laurent de Médicis, il s’implique davantage en politique après l’arrivée des Médicis au pouvoir.
À sa mort en 1437, Niccolò Niccoli lègue sa collection de livres pour la fondation d’une bibliothèque publique.

## Études
Niccolò Niccoli étudie l’humanisme sous l’influence de Luigi Marsili au couvent Santo Spirito. Il développe un goût classiciste militant, préférant les œuvres antiques aux productions contemporaines et à la culture médiévale. Dans son effort pour récupérer et protéger le passé antique, il se passionne pour la géographie, l’orthographie et la numismatique.
Niccoli a fait partie du cercle de lettrés du chancelier de la République florentine, Coluccio Salutati, avec Leonardo Bruni et Poggio Bracciolini, qui se réunissaient pour discuter des œuvres de Pétrarque et de Boccace.

## Réalisations

### Lettre
Niccoli était devenu essentiellement scribe et copiait lui-même les textes au lieu de compter sur des commandes. Puisqu’il ne maitrisait pas le grec, il était assisté d'Ambrogio Traversari pour ses travaux sur les textes en grec[réf. souhaitée].
La grande quantité d’œuvres copiées par Niccoli témoignent de son souci d’enrichir sa collection et de mettre à la disposition d’autres livres humanistes jusqu’alors inconnus. Pendant plus de trois décennies, Niccoli a collaboré avec Poggio Bracciolini à la réforme de l’écriture et de la grammaire latine. À travers ces travaux, ils sont reconnus pour être les inventeurs de l'écriture cursive appelée « italique de la Cancellaresca », écriture utilisée pour les chancelleries pour les courriers officiels [réf. souhaitée].

### Collection
La collection de Niccolò Niccoli s’est construite au fil des décennies grâce à l’aide de trois figures majeures : Poggio Bracciolini, Ambrogio Traversari et Cosimo de Medicis. À cette époque, toute œuvre antique écrite perdue puis retrouvée était envoyée à Niccoli, qui en assurait par la suite la conservation. Il est soutenu financièrement par la banque Médicis, qui lui accordait une réserve de florins, Niccoli a pu rassembler sa collection personnelle de taille impressionnante.
Niccoli rassemble sa collection de textes, en plusieurs exemplaires, dans le but de profiter à tous les érudits et citoyens qui souhaitaient les lire ou les copier. Le nombre précis de volumes contenu dans la collection est débattu, mais Poggio Bracciolini l’estime à plus de 800 volumes. La collection se divise en deux parties : les livres grecs et les livres latins et constituait la bibliothèque grecque antique la plus riche de l’époque.
Niccoli a obtenu une grande partie du mérite pour ce que Poggio et d’autres ont accompli. Des récits indiquent que Poggio et d’autres érudits parcouraient les monastères et soudoyaient les moines pour récupérer les manuscrits alors que Niccoli restait à Florence pour recevoir le fruit de leurs recherches.

### Bibliothèque
Niccolò Niccoli a constitué une bibliothèque, l'une des plus célèbres de Florence, des plus prestigieuses de la Renaissance italienne, tout à la fois humaniste et théologique. Il a légué cette bibliothèque à la république florentine à la condition de la mettre à disposition du public ; Cosme l'Ancien de Médicis fut chargé de mettre en œuvre cette condition et la bibliothèque fut confiée au couvent dominicain San Marco, au sein de laquelle une nouvelle bibliothèque fut construite par Michelozzo. À la suite des confiscations des possessions des institutions religieuses, cette bibliothèque (qui contient des manuscrits autographes de Niccoli, en particulier sur Lucrèce et sur Plaute) est aujourd'hui conservée à la bibliothèque Laurentienne.
Niccolò Niccoli rédige deux testaments avant sa mort, dans lesquels il lègue sa collection privée dans le but de créer une bibliothèque publique à Florence. Bien que les deux testaments soient similaires, ils diffèrent sur certains points : le premier désigne le monastère de Santo Spirito comme lieu de création de la bibliothèque et le second retire le financement destiné aux moines pour la construction.
Les testaments stipulent que les livres doivent rester accessibles à tous, interdisent aux moines de vendre ou d’aliéner des livres de la collection, interdisent les prêts hors du monastère, et qu’un comité de 16 administrateurs soit créé afin de gérer et préserver livres et bibliothèque.
En 1437, le groupe comprenait 16 des plus grands humanistes de Florence : Poggio Bracciolini, Leonardo Bruni, Domenico Buonsegni, Niccolo Gori, Francesco Lapaccini, Carlo Marsuppini, Cosimo de'Medici, Lorenzo de'Medici, Nicola de'Medici, Filippo di ser Ugolino Pieruzzi, Franco Sacceti, Paolo Toscanelli, Luigi Lapaccini, Gainnozzo Mannetti, Gugliemo Tanaglia et Ambrogio Traversari.
En 1441, les exécuteurs testamentaires de Niccoli acceptèrent de confier la responsabilité des livres et de la bibliothèque à Cosimo de Medici afin qu’il les intègre à la bibliothèque du Couvent San Marco qu’il était sur le point de construire. En échange de cette responsabilité, les administrateurs lui demandent de rembourser les dettes de Niccoli, de payer pour la décoration, les couvertures et les chaines pour sécuriser les livres, de produire un inventaire annuel de la collection. Ils exigent que Cosimo prenne en charge les pertes éventuelles, soit par un remplacement ou un remboursement, et que chaque année deux administrateurs aient la possibilité de modifier la liste des livres disponibles pour les prêts à long terme. Enfin, ils lui demandent d’installer une plaque de marbre dans la bibliothèque pour commémorer le legs de Niccoli.